# Chiaki Kuriyama
Chiaki Kuriyama, född 10 oktober 1984 i Tsuchiura, Ibaraki prefektur, Japan, är en japansk skådespelerska och modell. Hon fick sitt nationella genombrott som barnmodell på 1990-talet. Som skådespelare medverkade hon i Shikoku från 1999, och filmerna Ju-on och Battle Royale båda från år 2000. Sitt stora internationella genombrott fick hon 2003 när hon spelade Gogo Yubari i Quentin Tarantinos långfilm Kill Bill: Volume 1. Sedan dess har hon medverkat i ett flertal japanska film- och tv-produktioner.